# Яковенко, Владимир Андреевич
Владимир Андреевич Яковенко (бел. Уладзімір Андрэевіч Якавенка; 8 октября 1938, д. Чирино Витебской области — 26 мая 2020, г. Минск) — советский и белорусский физик, педагог, методист, кандидат физико-математических наук (1972), профессор (1993).
Имеет официальный статус несовершеннолетнего узника фашистских концлагерей.

## Биография
Родился в д. Чирино Дубровенского района Витебской области в семье учителя. После окончания Оршанского педучилища в 1957 году поступил на физико-математический факультет Минского государственного педагогического института им. А. М. Горького (специальность «Учитель физики и основ производства»). После окончания института в 1962 году направлен на работу в МГПИ в должности ассистена кафедры общей физики. В 1972 году на учёном совете Института физики АН БССР защитил кандидадсткую диссертацию по теме «Флуорометрические исследования флуоресценции сложных молекул в газовой фазе». Доцент (1974), профессор (1993). На протяжении 29 лет (1974—2003) — первый декан физического факультета БГПУ им. М. Танка и профессор кафедры (в последнее время).

## Научно-методическая деятельность
Яковенко В. А. является автором и соавтором свыше 150 научных и учебно-методических работ, в том числе: учебных пособий и учебников по физике для средней общеобразовательной школы, средних специальных учебных заведений и вузов, среди которых 9 пособий с грифом Минобразования Республики Беларусь (то есть данное пособие рекомендовано Министерством образования Республики Беларусь); имеет три авторских свидетельства, за внедрение которых отмечен знаком «Изобретатель СССР».
Является автором эмблемы физического факультета, соавтором модели проекта «Маятник Фуко», созданного выпускниками физмата 1970 года и установленного в БГПУ (2002). Возглавлял научный коллектив по созданию первого в Республике Беларусь образовательного стандарта "Высшее образование. Специальность П. 01.02.00 «Физика с дополнительными специальностями: П. 01.02.01 „Математика“; П. 01.02.02 „Астрономия“… и др.». В составе научного коллектива разрабатывал новые типовые учебные планы и программы для ВУЗов по специальности «Физика» с дополнительными специальностями (2001, 2008).

## Награды
Имеет следующие награды и звания:
- Орден «Знак Почёта»;
- Почётная грамота Совета Министров БССР;
- «Заслуженный работник народного образования Белорусской ССР»;
- «Заслуженный работник БГПУ»;
- Знак «Отличник просвещения СССР»;
- Знак «Отличник народного образования БССР»;
- Знак «За вклад в развитие БГПУ»;
- Лауреат премии БГПУ в области физико-математических наук (1998).